# Matthias Steurer
Matthias Steurer (* 1964 in Wien) ist ein österreichischer Filmregisseur und Drehbuchautor.

## Leben
Matthias Steurer studierte von 1982 bis 1985 Kommunikations- und Theaterwissenschaften an der Universität Wien sowie Werbung und Marketing an der Wirtschaftsuniversität Wien. Von 1984 bis 1987 arbeitete er als Producer, Konzeptionist und Werbetexter, bevor er anschließend bis 1994 Regie und Drehbuch an der Hochschule für Fernsehen und Film München studierte. Sein Langspielfilmdebüt als Regisseur gab er im Jahr 2000 mit dem Fernsehfilm Der Weihnachtswolf. Seitdem ist er als Filmregisseur beim Deutschen Fernsehen beschäftigt.

## Filmografie (Auswahl)
- 1998: Zwei Allein (Fernsehserie)
- 1998: First Love (Fernsehreihe)
- 1999–2003: Die Pfefferkörner (16 Folgen)
- 2000: Der Weihnachtswolf
- 2000: Leben in Dunkelheit
- 2001: Der kleine Mann
- 2004: Die Hollies
- 2005: Die unlösbaren Fälle des Herrn Sand
- 2007: Alles außer Sex (Fernsehserie, acht Folgen)
- 2009: Liebling, weck die Hühner auf
- 2009: Nichts als Ärger mit den Männern
- 2010: Das Glück ist eine Katze
- 2010: Zimtstern und Halbmond
- 2011: Nach der Hochzeit bin ich weg!
- 2012: Ganz der Papa
- 2012: Plötzlich 70!
- 2012: Wohin der Weg mich führt
- 2013: Als meine Frau mein Chef wurde …
- 2013: Kleine Schiffe
- 2013: Tür an Tür
- 2014: Brezeln für den Pott
- 2014: Immer wieder anders
- 2014: Sprung ins Leben
- 2014: Vier kriegen ein Kind
- 2015: Prinzessin Maleen
- 2016: Der Zürich-Krimi: Borcherts Fall (Fernsehreihe)
- 2017: Die Kanzlei (5 Folgen der 3. Staffel)
- 2019: Papa hat keinen Plan
- 2020: Viele Kühe und ein schwarzes Schaf
- 2020: Der starke Hans (Märchenfilm der ARD-Reihe Sechs auf einen Streich)
- 2022: Hubert ohne Staller (Fernsehserie, 4 Episoden)